# Castillo de Mirwart
El Castillo de Mirwart (Francés: Château de Mirwart) está situado en la villa de Mirwart de la provincia de Luxemburgo, Región Valona, Bélgica.

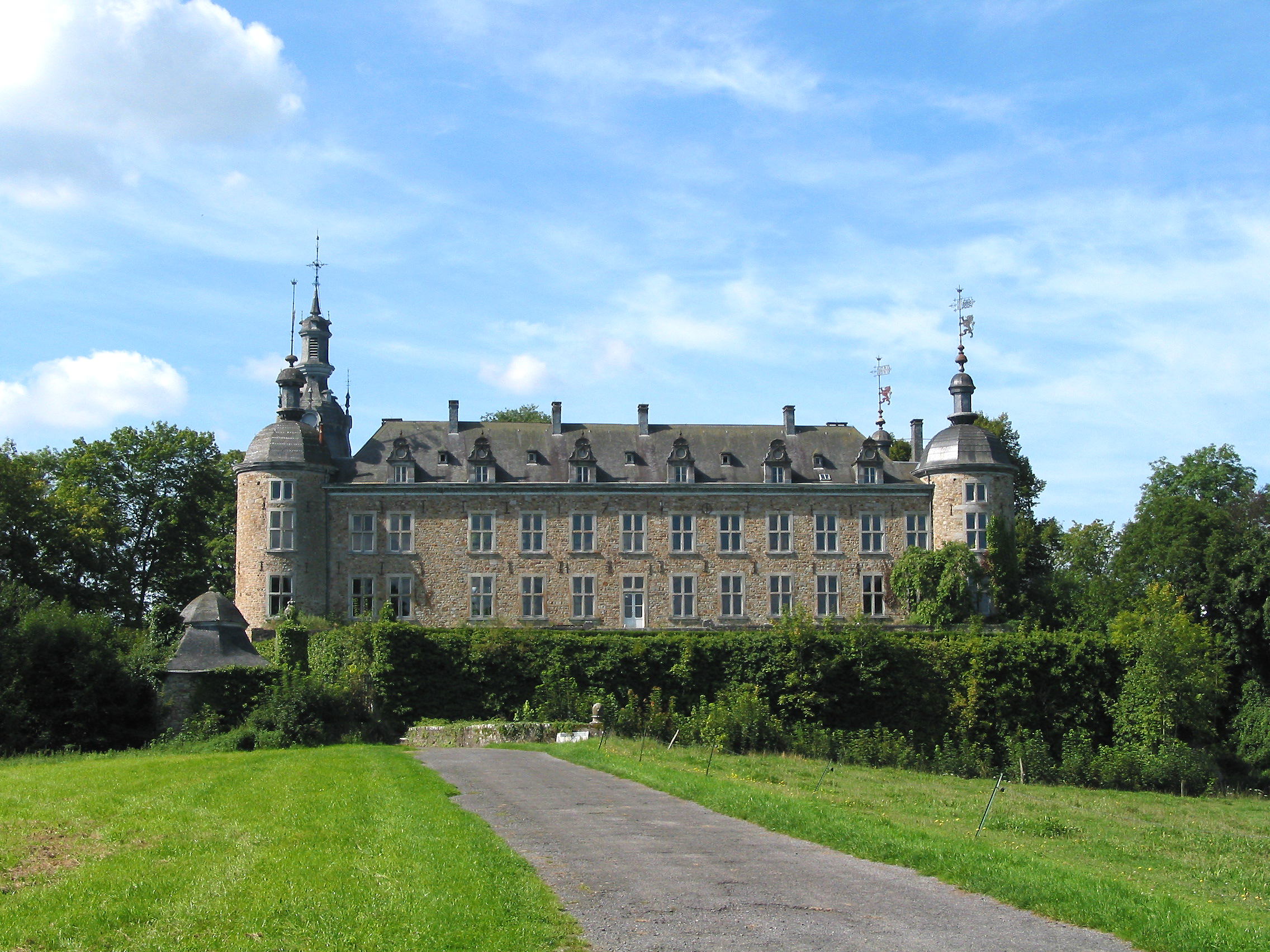
Vista general

El castillo se construyó sobre una roca junto al valle del río Lomme (o L'Homme). Las partes más antiguas del castillo datan del siglo XI. Era un bastión perteneciente al ducado de Lorena. 
Los señores de Mirwart tuvieron enfrentamientos sangrientos con otros señores feudales de la región, como los señores de Bouillon y Orchimont. También entraron en conflicto con los monjes de la poderosa abadía de Saint-Hubert, apoyados por el príncipe-obispo de Lieja que quiso agrandar su poder en esta región a costa de los duques de Lorena. En 1083, el abad de Saint-Hubert ordenó la destrucción de las fortificaciones en Mirwart. Este acto, sin embargo, no fue del agrado del obispo. Después de recuperar el control sobre el feudo, el obispo Otbert ordenó la reconstrucción del castillo que concedió en 1099 a Bavón de Waha (también conocido como "Bovo de Duras").
En 1293, contra el deseo del obispo, el castillo y sus propiedades fueron adquiridos por Jean d'Avesnes (1218-1257). Esto derivó en un conflicto entre el príncipe-obispo de Lieja y el nuevo vasallo, quien buscó el apoyo de los condes de Hainaut, de Luxemburgo, de Namur y de Loon, e incluso de los duques de Brabante. La posesión del castillo cambió de manos unas cuantas veces hasta que, finalmente, fue tomado por el príncipe-obispo Adolfo de La Marck (1288-1344).
Durante los varios conflictos entre España, Austria y Francia en los siglos XVII y XVIII, el castillo sufrió daños. Sólo a principios del siglo XVIII comenzó un largo periodo de calma que fue aprovechado para su renovación y embellecimiento. En esos tiempos el castillo perdió gradualmente su carácter de fortaleza para ser residencia señorial. A principios del siglo XIX, lo adquiere Aimé-Gabriel d'Artigues (1773-1848), fundador de la "Cristallerie de Vonêche", famosa en la región. Los sucesivos propietarios -las familias Van der Linden d'Hoogvorst, d'Arrigade y von der Becke- embellecen aún más el castillo y lo convierten en una hermosa residencia rural. A mediados del siglo XIX fue restaurado por Alphonse Balat (1818-1895), arquitecto del rey Leopoldo II de Bélgica.
Después de la Segunda Guerra Mundial el castillo es adquirido por el gobierno de la provincia de Luxemburgo. El edificio fue renovado pero no se terminó de darle uso alguno. En consecuencia, se descuidó su mantenimiento y terminó siendo saqueado por ladrones que se llevaron valiosos muebles y accesorios decorativos del interior.